# Empoasca sudanica
Empoasca sudanica är en insektsart som beskrevs av Irena Dworakowska 1976. Empoasca sudanica ingår i släktet Empoasca och familjen dvärgstritar. Inga underarter finns listade i Catalogue of Life.